# 데이미언 루이스
데미안 루이스(Damian Lewis, OBE, 1971년 2월 11일 ~ )는 영국 잉글랜드의 배우이자 영화 프로듀서이다.
NBC 드라마 《라이프》에서 찰리 크루즈 형사 역으로 출연했으며, HBO 미니시리즈 《밴드 오브 브라더스》에서 맡은 역할 리처드 윈터스 소령과 ITV 미니시리즈 《포사이트가의 이야기》에서 맡은 역할 솜스 포사이트로도 알려져 있다.

## 작품 목록

### 영화

#### 주연
- 아워 카인드 오브 트레이터 (2015)
- 퀸 오브 데저트 (2015)
- 디자이어 (2013)
- 스위니 (2012)
- 윌 (2011)
- 이스케피스트 (2008)
- 베이커 (2007)
- 크로모포비아 (2005)
- 신부 (2004)
- 킨 (2004)

#### 출연
- 로미오 앤 줄리엣 (2013)
- 유어 하이니스 (2011)
- 스톰브레이커 (2006)
- 더 시츄에이션 (2006)
- 언피니쉬드 라이프 (2005)
- 드림캐쳐 (2003)
- 로빈슨 크루소 (1997)

#### 제작
- 베이커 (2007)

### TV
빌리언스
- 홈랜드 시즌 4 (2014)
- 홈랜드 시즌 3 (2013)
- 홈랜드 시즌 2 (2012)
- 홈랜드 시즌 1 (2011)
- 라이프 시즌 2 (2008)
- 라이프 시즌 1 (2007)
- 밴드 오브 브라더스 (2001)

## 서훈
- 2014년 대영 제국 훈장 4등급(OBE)[1]